# سيرج سونيرون
كان سيرج سونيرون (3 يناير 1927 - 3 يونيو 1976) عالم مصريات فرنسي. كان مديرًا للمعهد الفرنسي للآثار الشرقية من عام 1969 إلى عام 1976. تشمل المنشورات البارزة عمله على كهنة مصر القديمة بعنوان كهنة مصر القديمة (1957) والأحلام وتفسيرها المنشور في مجلدين (1959).